# Срем
Вижте пояснителната страница за други значения на Срем.
Срем (на сръбски: Срем; на хърватски: Srijem; на унгарски: Szerém / Szerémség; на немски: Syrmien) е историко-географска област в северозападната част на Сърбия и крайната източна част на Хърватия. В българската история регионът е познат като Сремска област.

## Разположение
Ограничава се от реките Дунав (на север и изток), Сава до вливането ѝ в Дунав (на юг) и Босут (на запад) с главен град Сремска Митровица (Срем).
Регионът административно е разделен между Хърватия и Сърбия. Хърватската част от Срем обхваща по-голямата част от Вуковарско-сремска жупания. Сръбската част от областта се намира в Автономната област Войводина (освен най-източната част, която е включена в Белградския окръг). На територията на Войводина Срем е организиран административно в Сремски окръг.

## История
Названието на областта Срем идва от името на античния град Сирмиум (днешна Сремска Митровица). В историята Срем е владян от римляни, хуни, авари, гепиди, византийци, българи, маджари, турци и австрийци. От 1918 година Срем е присъединен към Кралството на сърби, хървати и словенци.
Най-рано в историята Сирмиум е бил илирийски град, а през 1 век от новата ера е завладян от римляните. Местните илирийски племена въстават през 39 година. Вождове на това въстание са Батон и Пинес.
Сирмиум е важен град в състава на Римската империя. Той е главен град на римската провинция Панония и сред 4-те главни града на Римската империя. В града или околностите му са родени 6 римски императори: Деций Траян (249 – 251), Аврелиан (270 – 275), Проб (276 – 282), Максимиан (285 – 310), Констанций II (337 – 361) и Грациан (367 – 383). През VІ век на територията на Срем е образувана византийската тема Панония, чийто главен град е Сирмиум.
В 805 г. областта Срем е присъединена от хан Крум към Първото българско царство. Управител на областта по времето на цар Самуил е Сермон, който е сякъл свои монети в околността на днешна Сремска Митровица. След като България пада под византийска власт, Сермон е хванат и убит, тъй като не се е покорил на новите управници. След установяването на византийска власт Сремската област е формирана като тема Сирмиум. Градът е център на епархия в диоцеза на българската Охридска архиепископия през ХІ – ХІІ век.
През 1195 г. цар Иван Асен I освобождава града от византийско владичество и областта отново е част от българската държава. След 1180 г. името на града започва да се споменава първо като Civitas Sancti Demetrii, после Дмитровица и Митровица, а накрая получава сегашното си име, към което е прибавено пояснението Сремска, за да не се бърка с Косовска Митровица.
Унгарците установяват стабилно своето господство над Срем след 1282 г. В периода между 1282 и 1316 г. те дават на своя васал рашкия крал Стефан Драгутин да управлява Сремско кралство, което обхваща Мачва, Усора и Соли. Така за първи път в историята като унгарски васали там идват сърбите. По онова време с името Срем са наричани 2 територии: Горни Срем (днешен Срем) и Долни Срем (днешна Мачва). Драгутиновото Сремско кралство всъщност е обхващало Долни Срем. Драгутинова резиденция се е намирала в град Дебърц в Мачва (между Белград и Шабац). Според някои исторически извори Стефан Драгутин е владял също и Горни Срем и Славония, но според други източници местният владетел на Горни Срем е Угрин Чака, а резиденцията му се е намирала в град Илок. Стефан Драгутин умира през 1316 година, а след неговата смърт Сремското кралство пак като унгарски феодал управлява неговия син Стефан Владислав II (1316 – 1325), а Угрин Чака умира през 1311 година. Унгарското господство там продължава с кратки прекъсвания до османското нашествие.
След османското нашествие в сръбските земи през 1459 година сръбските деспоти, управлявали Сремска област, стават васали на унгарските крале. Резиденцията на сръбските деспоти се е намирала в град Купинику (днешно Купиново).
След завладяването на областта, на територията на Срем е образуван Сремски санджак, а след завладяването му от австрийците е сформирана Сремска жупания през 1745 година.
В периода 1849 и 1860 година Срем е част от австрийската провинция Войводство Сърбия и Тамишки Банат с център Темишвар. През 1860 г. войводството е закрито и на негово място е образувана Сремска жупания.
През 1918 година Срем е присъединен към Кралство на сърби, хървати и словенци. В периода от 1918 до 1922 година Срем е окръг (жупания), между 1922 и 1929 е област, а през 1929 година става част от Дунавска бановина с център град Нови Сад.
По време на Втората световна война Нацистка Германия окупира Кралство Югославия и предава Срем на новообразуваната марионетна пронацистка Независима хърватска държава. През 1945 година след края на войната западната част на Срем е включена в състава на Социалистическа република Хърватия, а източната – в състава на Социалистическа република Сърбия, и по-точно в Автономна област Войводина.

## Население
В Срем живеят около 1 милион души от двете страни на сърбо-хърватската граница. Най-населената част на Срем са районите около устието на река Сава в Дунав (част от Белградската агломерация), а също и на север около Нови Сад.
Според преброяването през 2002 г. в сръбската част на Срем живеят следните етнически групи: сърби (84,58 %), хървати, словаци, русини, унгарци и др.
Според преброяването през 2001 г. в хърватската част (Вуковарско-сремска жупания) живеят следните етнически групи: хървати (78,27 %), сърби (15,45 %), унгарци (1 %), русини и словаци.

## Градове

### Хърватия
- Вуковарско-сремска жупания
  - Вуковар (30 126)
  - Илок (5897)

### Сърбия
- Централна Сърбия
  - Нови Белград (236 000) – част от Белград
  - Земун (152 950)

- Войводина
  - Сремски окръг
    - Сремска Митровица (39 041)
    - Рума (32 125)
    - Инджия (26 244)
    - Стара Пазова (18 628)
    - Шид (16 302)